# Goutte (typographie)
Pour les articles homonymes, voir Goutte.

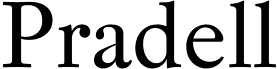
La typographie Pradell présente deux gouttes : une sur le r et une sur le a

La goutte est le nom donné en typographie à l'extrémité en forme de gouttelette d'un trait sur certains caractères. Cette forme, qui correspond à l'amorce d'une ligne telle qu'elle apparaissait dans l'écriture à la plume, a été reprise par les créateurs de caractères typographiques pour des raisons esthétiques.